# Bilge
Als Bilge [bɪlɡə, bɪlʧ] wird der unterste Raum auf einem Schiff bezeichnet, der direkt oberhalb des Kielgangs und  dem Kiel liegt.
Dort sammelt sich das in den Schiffsrumpf eingedrungene Leckwasser sowie Kondenswasser. Dieses Bilgewasser (auch: Bilgenwasser oder Kieljauche) kann mit eingebauten Lenz- oder Bilgepumpen entfernt werden.

## Herkunft des Wortes
Das Wort Bilge ist aus dem Englischen entlehnt, wo es als eine Variante von bulge („Schiffsrumpf“, aber auch „Ledersack“) entstand. Letzteres ist abgeleitet aus Altnordfranzösisch boulge, das wiederum auf Gallisch bulga („Ledersack“) zurückgeht und sich auch als gleichlautendes Lehnwort im Lateinischen findet. Das Wort Budget geht auf denselben Wortstamm zurück, und auch das deutsche Wort Beule ist (über eine gemeinsame indogermanische Wurzel) damit verwandt. Die erste bekannte Verwendung des Begriffs in der heutigen Bedeutung stammt von 1513.

## Sicherheit auf See
Zur guten Seemannschaft gehört bei der regelmäßigen Kontrolle der Bilge auch das Achten auf deren Sauberkeit. Mit Sägespänen, Schmutz oder Müll verunreinigtes Bilgenwasser kann zum Ausfall bzw. der Verstopfung der Bilgenpumpe führen, was oft gerade dann eintritt, wenn verstärkt Wasser in das Schiff eindringt.

## Umweltschutz
Bei modernen Schiffen mit Motorantrieb ist, sofern die Antriebsmaschine nicht mit einer eigenen Bilge, der Motorbilge, ausgestattet ist, das Bilgenwasser meist mit Öl- und Kraftstoffresten kontaminiert (Bilgenöl) und darf nicht einfach auf See abgepumpt werden, sondern bedarf einer fachgerechten Aufbereitung durch einen Bilgenentöler. Rechtliche Grundlage für die Einleitung von Bilgenwasser auf See sowie den Aufbau geeigneter Bilgenentöler ist die Resolution MEPC. 107(49) der International Maritime Organization. Daraus folgt, dass innerhalb der Zwölf-Meilen-Zone Bilgenwasser mit einem Ölgehalt von max. 15 ppm eingeleitet werden darf. In speziellen Schutzgebieten liegt der Grenzwert teilweise bei 5 ppm.